# Rijpelberg (wijk)

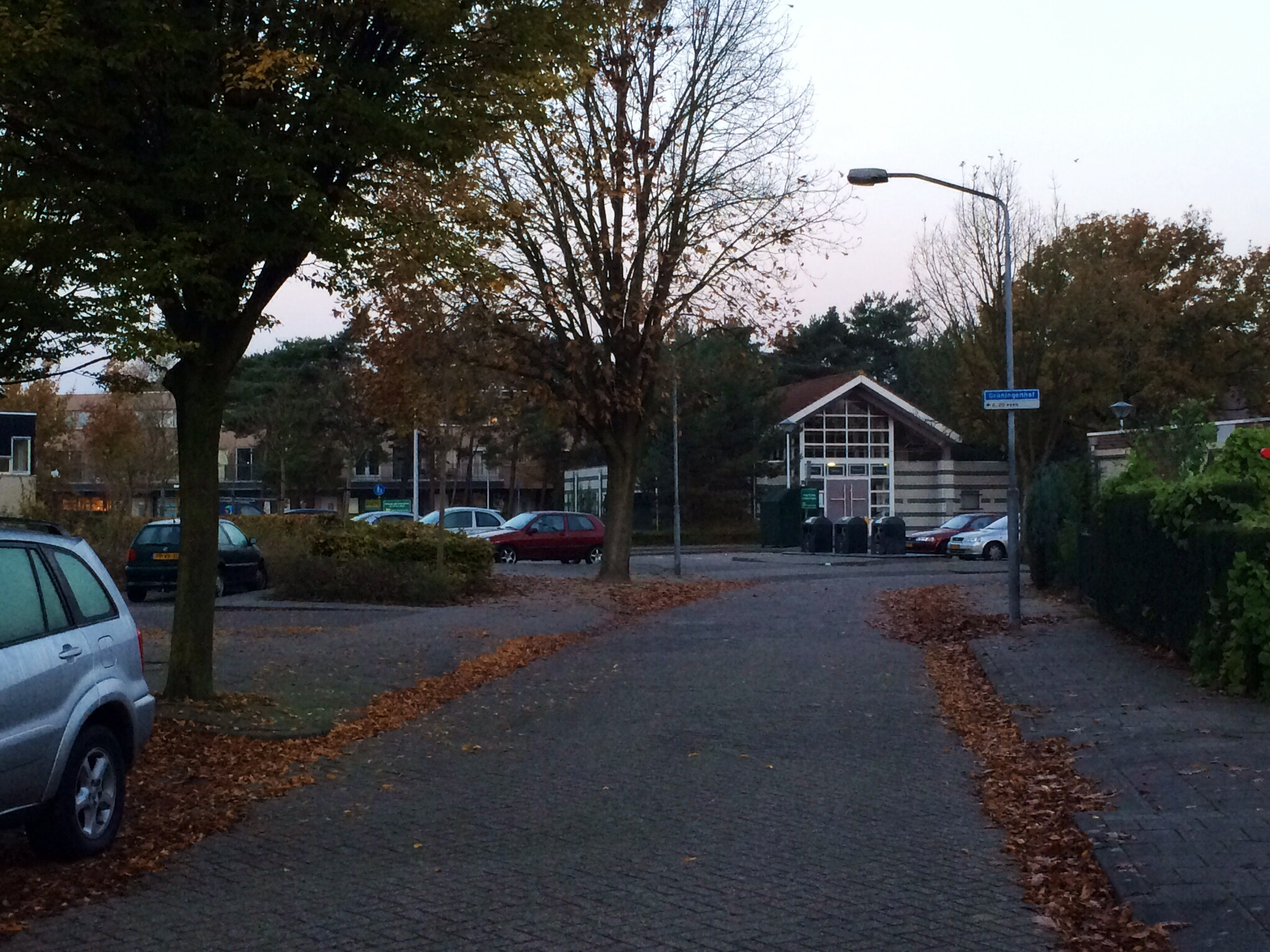
Rijpelberg met onder meer de H. Edith Steinkerk

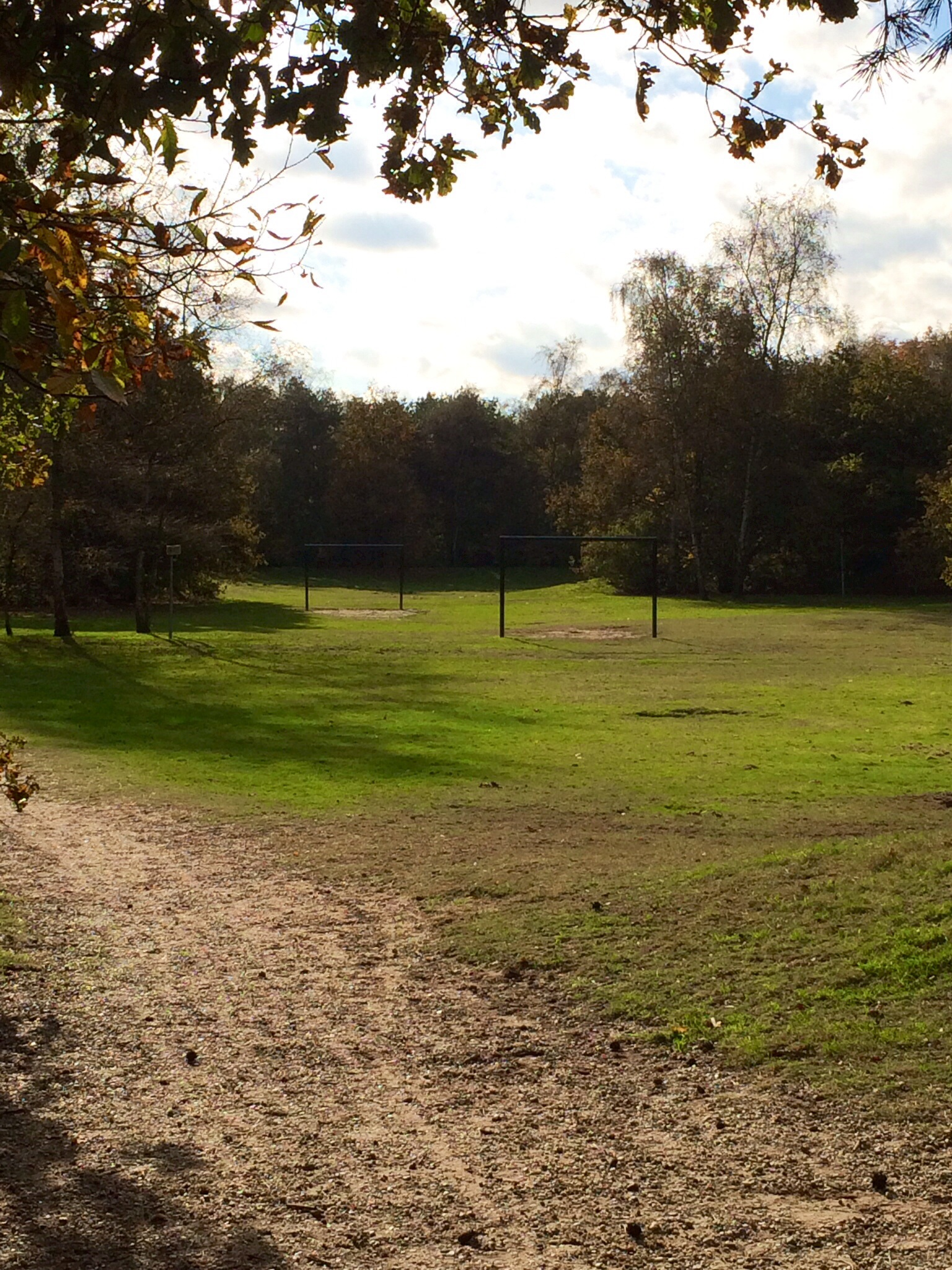
Een grasveldje in Rijpelberg bij de Bakelse Bossen

Rijpelberg, in de volksmond vaak De Rijpel genoemd, is een woonwijk in het oosten van de Noord-Brabantse stad Helmond. In 1978 werd begonnen met de bouw van Rijpelberg in het kader van de aanwijzing van Helmond als groeistad. Rijpelberg is een wijk met veel openbaar groen, dat op sommige plaatsen bestaat uit stukken bos die reeds aanwezig waren voor de aanleg van de wijk. De in de wijk aanwezige fietspaden volgen het verloop van vroegere landwegen.
De wijk heeft ook zijn eigen wijkblad, genaamd het Hofkompas. Het blad wordt een keer per maand uitgegeven.

## Ligging
Ten noorden van de wijk Rijpelberg vindt men de Bakelse bossen en de wijk Dierdonk, in het zuiden de Deurneseweg, de spoorlijn en de wijk Brouwhuis, in het westen de Zuid-Willemsvaart en in het oosten de N279 en de recreatieplas Berkendonk.

## Geschiedenis
De wijk is genoemd naar het even ten noordoosten gelegen buurtschap Rijpelberg. Van 1978 tot 1985 werd de wijk volgebouwd, een van de eerste stadsuitbreidingen van Helmond in oostelijke richting. Resten van de oorspronkelijke buurtschap Rijpelberg zijn nog te vinden ten oosten van de N279.

### Straakven
Van belang voor de geschiedenis van deze wijk is de oude buurtschap Straakven of Straapven, ontstaan uit de boerderij in het westen van de wijk, aan het westeind van de Rijpelbergseweg. Deze boerderij stamt vermoedelijk uit omstreeks 1680 en is genoemd naar een iets noordelijker gelegen, thans verdwenen ven dat in een 1482 genoemd werd als plek waar vlas werd geroot.

### Broedersbos
In Rijpelberg vindt men ook het Broedersbos. Dit bos was het buitenverblijf van de broeders van Maastricht, die in het centrum van de stad katholiek onderwijs gaven. Zij kochten het stuk grond in 1920 en bouwden er een tuinhuis. Verder lieten ze het stuk grond omheinen en er werd een sloot omheen gegraven. In 1921 was het buitenverblijf, met de naam Maria-oord, af. Toen de wijk in de jaren 80 gebouwd werd, is door de gemeente besloten om van het Broedersbos een park te maken.

### Vliegveld
Aan het eind van de Tweede Wereldoorlog na Operatie Market Garden werd er op de latere locatie van de wijk een militair vliegveld aangelegd door de Britten. Het vliegveld kreeg de naam B.86 en beschikte over een 1400 meter lange en 42 meter brede landingsbaan, een verkeerstoren en verschillende houten schuren en nissenhutten. Het was operationeel van 9 januari 1945 tot en met 14 juli datzelfde jaar.

## Voorzieningen
| Winkels: - een Jumbo-supermarkt - twee frietzaken - een apotheek - een fietsenmaker | Scholen: - Talentrijk (in 2015 zijn Den Bongerd en de Zevensprong gefuseerd tot Daltonschool Talentrijk) - O.B.S. De Rakt - O.B.S De Straap | Verenigingen: - voetbalvereniging Rood-Wit '62 - wielervereniging Buitenlust - Scouting Rijpelberg - Carnavalsvereniging de Spekzullekes. - Turnvereniging SOS, geeft les vanuit OBS de Straap. - Senioren Vereniging Rijpelberg - Stichting belangengroep Rijpelberg - Wijkvereniging Rijpelberg (WVR) | Overige: - H. Edith Steinkerk - wijkcentrum De Brem |